# Sophie Garel
Pour les articles homonymes, voir Garel, Garrel, Garcia et Sophie.
Cet article possède un paronyme, voir Sophie Darel.
Ne doit pas être confondu avec Sophie Daumier.
Sophie Garel, née le 22 avril 1942 à Oran (Algérie francaise), est une animatrice de radio et de télévision française.

## Biographie
Sophie Garel-Gromaire est née Lucienne Gabrielle Garcia le 22 avril 1942 à Oran (Algérie francaise). En 1960, elle débute comme animatrice à Télé Oran. En 1962, l'exode des Français d'Algérie la conduit à Marseille où elle intègre Télé Monte Carlo.
À l'époque de la grande réforme des programmes de Radio Luxembourg (1967), elle monte à Paris et devient speakerine de cette station, après un passage furtif à Europe No 1. Tout au long des années 1970, elle officiera dans les studios de la rue Bayard avec Fabrice dans diverses émissions, dont Les jeux de Fabrice avec Sophie sous le pseudonyme de Mémène. 
Elle représente le Luxembourg lors du Concours Eurovision de la chanson en 1968 à Londres, en interprétant la chanson Nous vivrons d'amour avec Chris Baldo, autre animateur de la station luxembourgeoise. La chanson est classée 11e sur 17, avec un score de 5 points.
Sophie Garel anime, en avant soirée, à partir de la fin de l'année 1978 en compagnie de Monsieur Vétérinaire, une émission animalière intitulée Entre chiens et chats sur Télé-Luxembourg. Dans les années 1980 sur RTL Télévision et RTL-TVI, elle anime Atoukado avec Fabrice tout d'abord, puis avec Georges Beller. Également aux côtés de Fabrice, elle présente le jeu Les affaires sont les affaires sur Canal Plus.
Jusqu'en juin 2007, elle est chroniqueuse dans On a tout essayé, l'émission quotidienne de Laurent Ruquier sur France 2 parallèlement à On va s'gêner sur Europe 1, puis chroniqueuse dans On n'a pas tout dit, la nouvelle émission de Ruquier, à la rentrée de septembre 2007.
Le 14 octobre 2014, RTL annonce le retour de Sophie Garel dans l'équipe des Grosses Têtes aux côtés de Fabrice[réf. nécessaire]. Après une longue pause, elle y revient le 11 juin 2021, après un retour furtif aux côtés de son complice Fabrice et d'une pléiade de gens de radios dans une émission de France 2 pour Les 100 ans de la radio animée par Laurent Ruquier (1er semestre 2021).
Sophie Garel a été la compagne de Jean Yanne et de leur union est né leur fils Thomas, devenu musicien à New York.